# Будешть (комуна, Бістріца-Несеуд)
Будешть, Будешті (рум. Budești) — комуна у повіті Бистриця-Несеуд в Румунії. До складу комуни входять такі села (дані про населення за 2002 рік):
- Будешть (678 осіб) — адміністративний центр комуни
- Будешть-Финаце (375 осіб)
- Цагу (692 особи)
- Цегшору (344 особи)

Комуна розташована на відстані 307 км на північний захід від Бухареста, 34 км на південний захід від Бистриці, 50 км на схід від Клуж-Напоки.

## Населення
За даними перепису населення 2002 року у комуні проживали 2089 осіб.
Національний склад населення комуни:
| Національність | Кількість осіб | Відсоток |
| -------------- | -------------- | -------- |
| румуни         | 1926           | 92,2%    |
| цигани         | 135            | 6,5%     |
| угорці         | 26             | 1,2%     |
| серби          | 2              | 0,1%     |

Рідною мовою назвали:
| Мова      | Кількість осіб | Відсоток |
| --------- | -------------- | -------- |
| румунська | 2063           | 98,8%    |
| угорська  | 16             | 0,8%     |
| циганська | 8              | 0,4%     |
| німецька  | 2              | 0,1%     |

Склад населення комуни за віросповіданням:
| Релігія        | Кількість осіб | Відсоток |
| -------------- | -------------- | -------- |
| православні    | 1849           | 88,5%    |
| греко-католики | 184            | 8,8%     |
| п'ятдесятники  | 25             | 1,2%     |
| реформати      | 18             | 0,9%     |
| баптисти       | 5              | 0,2%     |
| римо-католики  | 4              | 0,2%     |
| адвентисти     | 1              | < 0,1%   |
| унітарії       | 1              | < 0,1%   |
| атеїсти        | 1              | < 0,1%   |

## Зовнішні посилання
- Дані про комуну Будешть на сайті Ghidul Primăriilor [Архівовано 15 травня 2012 у Wayback Machine.]